# Musikåret 1904

## Händelser
- 8 februari – Första versionen av Jean Sibelius Violinkonsert uruppförs i Helsingfors av Helsingfors filharmoniska sällskap under ledning av tonsättaren och med Viktor Nováček som solist.
- 16 februari – Ottilia Adelborgs barnsångspel Pelle Snygg och barnen i Snaskeby har urpremiär på Kungliga Teatern i Stockholm [1].
- 17 februari – Giacomo Puccinis opera Madama Butterfly har urpremiär i Milano [2].
- okänt datum – Tyska skivmärket Odeon lanserar den första dubbelsidiga grammofonskivan.[3]
- okänt datum – Giacomo Puccinis opera "Tosca" har premiär i Stockholm [4].
- okänt datum – Columbia Phonograph Company, som sedan 1901 spelat in grammofonskivor under namnet "Climax", börjar spela in som "Columbia".[5]
- okänt datum – Tyska skivmärket Beka börjar ge ut grammofonskivor.[6]
- okänt datum – Brittiska skivmärket Nicole börjar säljas i Sverige, men slutar också att säljas där under året.[7]

## Födda
- 15 januari – Stig Ribbing, svensk pianist.
- 3 februari – Luigi Dallapiccola, italiensk tonsättare.
- 29 februari – Jimmy Dorsey, amerikansk orkesterledare.
- 1 mars – Glenn Miller, amerikansk orkesterledare och arrangör.
- 2 april – Karl-Ragnar Gierow, svensk regissör, manusförfattare, skådespelare och sångtextförfattare.
- 4 april – Arne Hülphers, svensk musikdirektör, kapellmästare och pianist.
- 27 april – Emy Owandner, svensk skådespelare och operettsångare.
- 13 maj – Eric Andersson, svensk kompositör, sångtextförfattare, kapellmästare och ackompanjatör.
- 21 maj – Fats Waller, amerikansk jazzpianist.
- 21 augusti – Count Basie, amerikansk jazzmusiker, orkesterledare.
- 2 september – Set Svanholm, svensk hovsångare och operachef.
- 5 oktober – Greta Wassberg, svensk sångare.
- 16 oktober – Björn Berglund, svensk skådespelare och vissångare.
- 18 oktober – Nils Gustafsson, svensk musiker (violin).
- 27 oktober – Nisse Lind, svensk kapellmästare, kompositör, skådespelare och musiker (dragspel, piano).
- 14 november – Dick Powell, amerikansk skådespelare och sångare.
- 19 november – Kurt Bendix, svensk orkesterledare, dirigent och hovkapellmästare.
- 21 november – Coleman Hawkins, amerikansk jazzsaxofonist.
- 14 december – Ernfrid Ahlin, svensk kompositör och musikförläggare.

## Avlidna
- 22 mars – Julius Günther, 86, svensk operasångare, sångpedagog och kördirigent.
- 1 maj – Antonín Dvořák, 62, tjeckisk tonsättare.
- 5 juli – Abaj Qunanbajuly, 59, kazakisk poet, kompositör och filosof.
- 30 september – Sigurd Lie, 33, norsk tonsättare.

### Fotnoter
1. ↑  ”Dramawebben”. Arkiverad från originalet den 11 augusti 2010. https://web.archive.org/web/20100811232947/http://www.dramawebben.se/pjas/pelle-snygg-och-barnen-i-snaskeby. Läst 24 mars 2011.
2. ↑  ”San Diego Opera”. Arkiverad från originalet den 4 juni 2011. https://web.archive.org/web/20110604034545/http://sdopera.com/Operapaedia/MadamaButterfly. Läst 24 mars 2011.
3. ↑  ”78:or & film”. Arkiverad från originalet den 31 mars 2019. https://web.archive.org/web/20190331103323/http://musiknostalgi.atspace.cc/odeon.htm. Läst 3 juni 2011.
4. ↑  Faktakalendern 2000 – 1900 (Utlandet) , Semic, 1999
5. ↑  ”78:or & film”. Arkiverad från originalet den 27 februari 2019. https://web.archive.org/web/20190227060228/http://musiknostalgi.atspace.cc/columbia.htm. Läst 3 juni 2011.
6. ↑  ”78:or & film”. Arkiverad från originalet den 21 juni 2019. https://web.archive.org/web/20190621192141/http://musiknostalgi.atspace.cc/beka.htm. Läst 3 juni 2011.
7. ↑  ”78:or & film”. Arkiverad från originalet den 13 april 2021. https://web.archive.org/web/20210413013428/http://musiknostalgi.atspace.cc/nicole.htm. Läst 3 juni 2011.